# Джурково
Джурково е село в Южна България. То се намира в община Лъки, област Пловдив.

## География
Село Джурково се намира в планински район на 13 км южно от град Лъки. То се намира в подножието на рида Манастирище и връх Скалата (1722 м). Съставено е от 3 махали, разположени на различна надморска височина.
Селото е разположено по западните склонове на рида Манастирище, а под него тече река Джурковска, водеща своето начало от седловината „Момина вода“.

## История
Селото е заселено от жители на село Момчиловци през далечната 1890 г.
Повечето жители са християни. Има християнски храм, който се казва „Св. Богородица“. Има още четири параклиса – „Св. Георги“, „Св. Дух“, „Св. Илия“ и „Св. Никола“.

## Културни и природни забележителности
През лятото има много красива гледка и много зеленина. Селото е заобиколено от високи и красиви планини. Хората са много добродушни и приветливи, те са малко, но за сметка на това се веселят много.
Известни местности са „Табаковата лочка“, „Св. Георги“, „Търлицата“, „Горна и Долна Мешова бърчини“, „Скалата“, Ливадето", „Сливата“

## Редовни събития
На всеки Гергьовден и Илинден има големи празненства и се прави курбан.

Създателят на селото се е казвал Дели Панайот от село Момчиловци. Още известни личности – Куц Каньо, Пейо Шишманов, Гочо Чалъка (майстор на гайди), Тодор Топузов (Капката).